# Ci-devant

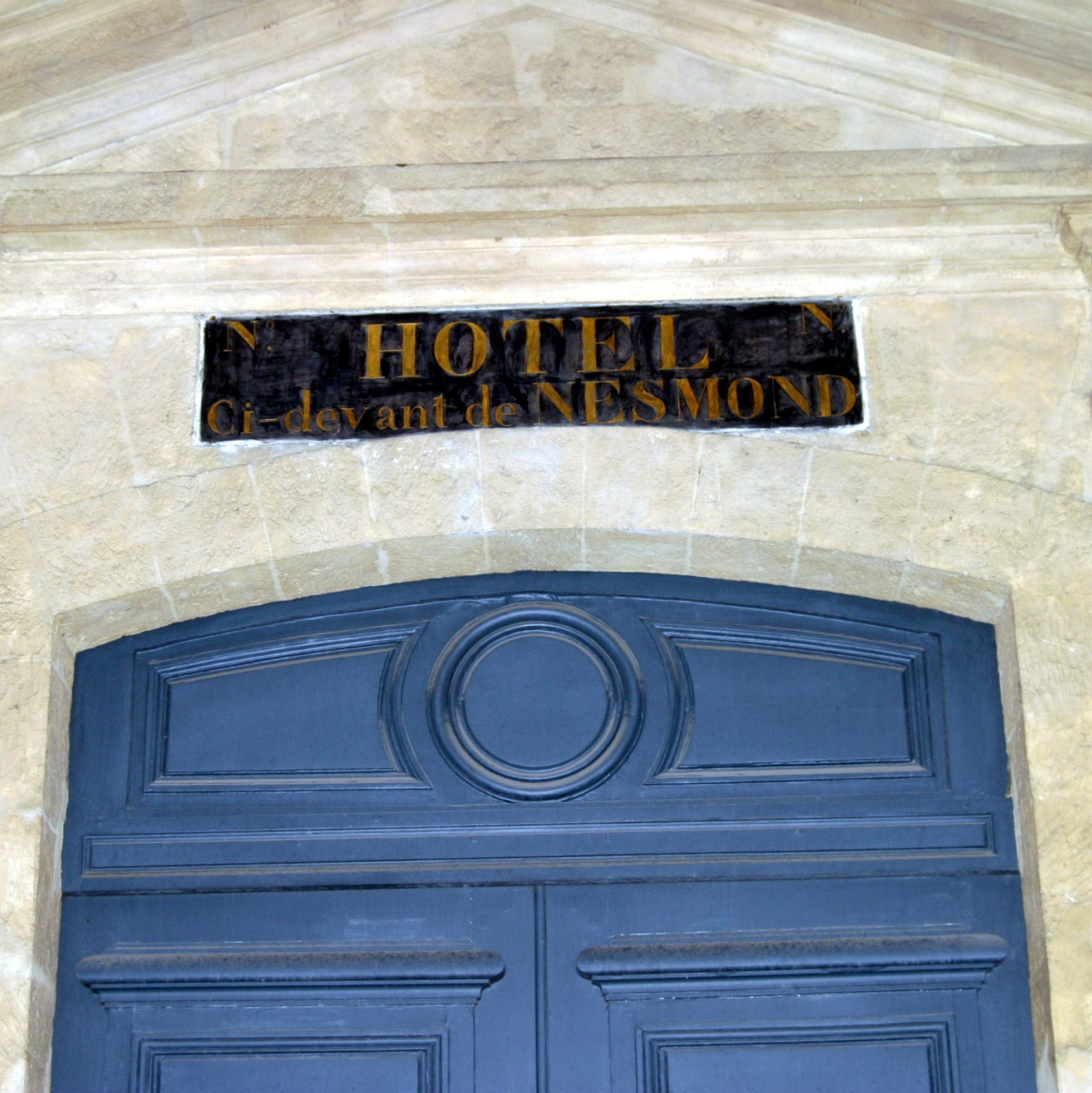
Placa Ci-devant no Hôtel de Nesmond em Paris.

Na França pós-revolucionária, a nobreza ci-devant era composta pelos nobres que se recusaram a ser reabilitados dentro da nova ordem social ou a aceitar qualquer uma das mudanças políticas, culturais e sociais trazidas ao país após a Revolução Francesa. Frequentemente eles eram distinguidos por suas visões políticas e maneiras, leais às atitudes e aos valores da França pré-revolucionária.
O termo ci-devant, por si mesmo pejorativo, vem do francês, significando "de antes" e aplicado aos membros da nobreza da França do Antigo Regime (i.é, da sociedade francesa pré-revolucionária) após terem perdido seus títulos e privilégios durante a Revolução Francesa. Apesar da abolição formal dos títulos de nobreza pela Primeira República Francesa, a maior parte dos aristocratas jamais aceitou a legalidade dessa decisão e ainda há muitas famílias na França na atualidade esposando títulos aristocráticos. O termo ci-devant pode ser comparado ao prefixo "ex-" ou ao termo "finado", este último expressando a morte figurativa da nobreza causada pela Revolução. Antes desta,  ci-devant tinha outra conotação: descrevia aristocratas que caíram em ruína financeira ou social.
Durante a era revolucionária, o termo tornou-se pejorativo, uma vez que era tipicamente usado por pessoas contrárias à nobreza. Por exemplo, dizia-se "le ci-devant comte" ("o conde de antes") sobre alguém que fora conde durante o Antigo Regime, mas agora, de acordo com a Revolução, passara a ser um mero cidadão. O termo também podia ser usado para se referir a áreas conhecidas por seus altos níveis de simpatia à monarquia ou por suas comunidades aristocráticas - tais como os les ci-devants de Coblence, com Coblence (Coblença) sendo a cidade para a qual muitos aristocratas exilados fugiram durante os dois primeiros anos da revolução e onde muitos de seus planos iniciais para restaurar a monarquia foram criados. Centenas de milhares de homens e mulheres franceses não aristocráticos, que se opuseram à revolução por razões políticas, culturais e religiosas, também emigraram entre 1789 e 1794, também vieram a receber tal denominação, indicativo de que sua política e seus valores eram "de antes."
Como na língua francesa o termo possui conotação negativa, aqueles simpáticos aos objetivos históricos da contrarrevolução ou que não desejam usar um termo com tantos significados e julgamentos contraditórios optam pelo uso da expressão Vieille Noblesse ("Velha Nobreza") para se referir à aristocracia existente antes de 1789 - ou a quem na atualidade traça suas linhagens familiares até antes da Revolução. Mas em inglês, o uso de ci-devant é menos claro: alguém que se refira à nobreza ci-devant nobility pode usá-lo apenas para distingui-la das nobrezas posteriores criadas por Napoleão Bonaparte sob o Primeiro Império Francês ou por Luís XVIII e Carlos X sob a Restauração dos Bourbon.
Culturalmente, houve algumas descrições dos ci-devant. Por exemplo, no romance Pimpinela Escarlate, de  1905, a aristocrata Baronesa Orczy refere-se aos "condes, marqueses, até mesmo duques ci-devant, que queriam fugir da França e alcançar a Inglaterra ou outro país igualmente maldito, e ali tentar despertar o sentimento estrangeiro contra a gloriosa Revolução ou levantar um exército para libertar os desventurados prisioneiros no Templo, que se denominavam soberanos da França." Da mesma forma, Joseph Conrad em The Rover (publicado em  1923, cuja história se passa durante a Revolução Francesa e o Período Napoleônico) escreveu sobre um "caçador dos ci-devants e dos padres, fornecedor para a guilhotina: em resumo um sedento de sangue."